# Amastus tolimensis
Amastus tolimensis är en fjärilsart som beskrevs av Rothschild 1916. Amastus tolimensis ingår i släktet Amastus och familjen björnspinnare. Inga underarter finns listade i Catalogue of Life.